# Balzac và cô bé thợ may Trung Hoa
Balzac và cô bé thợ may Trung Hoa (tiếng Pháp: Balzac et la petite tailleuse chinoise) là một tiểu thuyết của nhà văn Đới Tư Kiệt (戴思杰, Dai Sijie), xuất bản năm 2000.
Sách được dịch giả Lê Hồng Sâm chuyển sang tiếng Việt năm 2004, Nhà xuất bản Văn học ấn hành.